# Ізедеркіно
Ізеде́ркіно (рос. Изедеркино, чув. Исетерккă) — присілок у Чувашії Російської Федерації, у складі Чуманкасинського сільського поселення Моргауського району.
Населення — 320 осіб (2010; 336 в 2002, 434 в 1979; 308 в 1939, 281 в 1926, 242 в 1897, 106 в 1859).

## Історія
Історична назва — Ізедеркін. Утворився як виселок села Нікольське (Совєтське). До 1866 року селяни мали статус державних, займались землеробством, тваринництвом, бондарством, ковальством, виробництвом одягу. 1911 року відкрито однокласну земську школу. 1930 року утворено колгосп «Ядро». До 1927 року присілок перебував у складі Шуматівської волості Ядрінського повіту. 1927 року присілок переданий до складу Аліковського району, 1939 року — до складу Совєтського, 1956 року — до складу Моргауського, 1959 року — повернуто до складу Аліковського, 1962 року — до складу Ядрінського, 1964 року — повернутий до складу Моргауського району.

## Господарство
У присілку діють фермерське господарство імені Чкалова, клуб, бібліотека та магазини.

## Відомі люди
У присілку народився Алексеєв Григорій Олексійович (1903–1943), Герой Радянського Союзу.